# Blia
Blia, est une île norvégienne du comté de Hordaland appartenant administrativement à Bergen.

## Description
Rocheuse et désertique,il s'agit d'un gros rocher qui s'étend sur environ 31 m de longueur pour une largeur approximative de 23 m. 